# 富山県信用組合
富山県信用組合（とやまけんしんようくみあい）は、本部を砺波市に、本店を富山県富山市に置く信用組合。県下4つの組合の合併によって発足した組合で、県内のほぼ全域に店舗を持つ。略称は「けんしん」。
ATMでは、しんくみ お得ねっと加盟信用組合及び北陸銀行のカードによる出金については自信組扱いとなる。

## 沿革
- 1951年（昭和26年）11月 - 中越信用組合設立。
- 1952年（昭和27年）12月 - 高陵信用組合設立。
- 1955年（昭和30年）12月 - 井波信用組合設立。
- 1957年（昭和32年）10月 - 富山県たばこ信用組合設立。
- 1988年（昭和63年）4月 - 中越信用組合を存続会社として3組合を吸収合併。富山県信用組合として発足。
- 2015年（平成27年）北陸新幹線開業を機に、飛騨信用組合との提携を発表[2]。
- 2019年（令和元年）9月2日 - 本店の建て替え工事完了（新店舗での営業は同年4月から行っている）[3]。

## 店舗
| 店舗コード | 店舗名     | 所在地                 |
| ---------- | ---------- | ---------------------- |
| 001        | 砺波支店   | 砺波市栄町5-26         |
| 002        | 庄東支店   | 砺波市安川864-1        |
| 003        | 庄川支店   | 砺波市庄川町金屋2678-1 |
| 004        | 城端支店   | 南砺市城端180-1        |
| 005        | 戸出支店   | 高岡市戸出町2-7-12     |
| 006        | 福光支店   | 南砺市福光7061-2       |
| 007        | 本店営業部 | 富山市大手町3-5        |
| 008        | 出町支店   | 砺波市表町3-12         |
| 009        | 針原支店   | 富山市針原中町311-1    |
| 010        | 井波支店   | 南砺市本町2-11         |
| 011        | 福野支店   | 南砺市福野1762         |
| 013        | 魚津支店   | 魚津市北鬼江1-3-25     |
| 031        | 高岡支店   | 高岡市本町2-1          |
| 034        | 高岡南支店 | 高岡市清水町2-3-29     |
| 038        | 射水支店   | 射水市八塚483-1        |

### 店舗統廃合
| 統廃合前   | 統廃合前   | 統廃合前           | 統廃合後   | 統廃合後   | 統廃合日       |
| 店舗コード | 店舗名     | 所在地             | 店舗コード | 店舗名     | 統廃合日       |
| ---------- | ---------- | ------------------ | ---------- | ---------- | -------------- |
| 031        | 高岡支店   | 高岡市本町2-1      | 031        | 高岡支店   | 2008年9月22日  |
| 033        | 定塚支店   | 高岡市定塚町5-19   | 031        | 高岡支店   | 2008年9月22日  |
| 035        | 高岡北支店 | 高岡市大坪町3-5-1  | 031        | 高岡支店   | 2008年9月22日  |
| 007        | 本店営業部 | 富山市大手町3-5    | 007        | 本店営業部 | 2008年12月8日  |
| 014        | 藤の木支店 | 富山市開657        | 007        | 本店営業部 | 2008年12月8日  |
| 015        | 大沢野支店 | 富山市長附734-2    | 007        | 本店営業部 | 2008年12月8日  |
| 004        | 城端支店   | 南砺市城端180-1    | 004        | 城端支店   | 2009年10月26日 |
| 012        | 五ケ山支店 | 南砺市下梨2419     | 004        | 城端支店   | 2009年10月26日 |
| 032        | 横田支店   | 高岡市横田本町9-2  | 034        | 高岡南支店 | 2009年10月26日 |
| 034        | 高岡南支店 | 高岡市清水町2-3-29 | 034        | 高岡南支店 | 2009年10月26日 |